# 布兰肯塞 (梅克伦堡湖区县)
布兰肯塞（德語：Blankensee）是德国梅克伦堡-前波美拉尼亚州的市镇，隶属于梅克伦堡湖区县。总面积为56.04平方千米，截至2023年12月31日总人口为1,611人。